# Lustre (Rome antique)
Pour les articles homonymes, voir lustre.
Dans la Rome antique, le lustre (du latin lustrum) ou la lustration (de lustratio) est le nom de la cérémonie de purification précédant les recensements qui avaient lieu tous les cinq ans, lors de l'élection des censeurs. 

## Significations
Historiquement le « lustre » désignait l'espace de temps de cinq ans séparant deux recensements.
Il est maintenant employé pour signifier une période de cinq ans, ou, par extension, au pluriel pour désigner une longue durée, comme dans l’expression courante « Il y a des lustres ».